# Saint Raymond (musicien)
Pour les articles homonymes, voir Saint Raymond et Saint-Raymond (homonymie).
Callum Burrows (né le 30 mars 1995), plus connu sous son nom de scène Saint Raymond, est un chanteur auteur-compositeur de Nottingham.

## Enfance
Callum Burrows grandit à Bramcote, dans la région de Nottingham. Son pseudonyme « Saint Raymond » lui est inspiré par le nom de la rue dans laquelle il grandit ; Raymond est également le nom de son grand-père. Il commence sa carrière en donnant de petits concerts et en participant à des soirées « micro-ouvert » dans la région de Nottingham. Il commence à se faire connaître en 2013 grâce à son EP Escapade, avec des chansons entièrement écrites et composées par lui, signé par le label Never Fade Records de  Gabrielle Aplin. Dès sa sortie, Escapade fait une entrée remarquée dans les charts d'itunes qui fait du single Fall A Your Feet son « Single de la Semaine ».

## Carrière musicale
Très vite, Callum Burrows reçoit le soutien de BBC Introducing. Après un showcase réussi sur la scène du BBC Introducting Stage aux Reading and Leeds Festivals en août 2013 en Angleterre, une rumeur laisse entendre que la maison de disques Asylum Records vient de signer Callum Burrows. Cette rumeur se confirme lorsque le chanteur fait une apparition dans l'émission de radio locale extrêmement populaire NottinghamLIVE animée par le journaliste Darren Patterson et l'animateur radio de renommée mondiale Steve Oliver.  
En septembre 2013, Callum Burrows se lance dans sa propre tournée au Royaume-Uni et en Irlande. En octobre de la même année, il annonce qu'il assurera la première partie du groupe californien Haim lors de sa tournée à guichets fermés au Royaume-Uni et en Europe au mois de décembre suivant.
En janvier 2014, Callum Burrow sort son deuxième EP, Young Blood, signé par le label indie National Anthem qui avait notamment soutenu des artistes comme Haim et Chvrches. Callum Burrows est également invité par Zane Lowe en janvier 2014 et la BBC Radio 1 l'invite à se représenter en direct dans ses studios Maida Vale Studios,.
Le 23 avril 2014, Callum Burrows annonce qu'il accompagnera Ed Sheeran en première partie de sa tournée européenne Multiply Tour. Il se produit notamment le 27 novembre 2014 au Bataclan, à Paris.
Callum Burrows sort son troisième EP Ghosts chez Asylum Records en mai 2014. Le single Everything She Wants et son remix par le groupe Everything Everything sont tous les deux également qualifiés de « Meilleures chansons » par Zane Lowe,.
La chanson Fall At Your Feet est jouée en fond sonore de la scène d'ouverture du film This Is Where I Leave You avec Jason Bateman, Tina Fey, et Jane Fonda sorti le 19 septembre 2014. La bande originale du film sort trois jours plus tôt dans les bacs, le 16 septembre 2014.
Une des chansons de Callum Burrows, I Want You, est utilisée pour le trailer de la huitième série de Made in Chelsea et pour un spot publicitaire d'une télévision indépendante en octobre 2014.
Callum Burrows annonce alors qu'il travaille à son tout premier album, Young Blood, en collaboration avec le producteur irlandais Jacknife Lee (U2, Bloc Party, Kasabian) prévu pour le 29 juin 2015,. La sortie de l'album est par la suite reportée au 5 juillet 2015, bien que certains albums achetés en pré-commande fussent livrés dès le 29 juin 2015. L'album sort le 3 juillet sur itunes au Royaume-Uni.
Après la sortie de son album, Saint Raymond part en tournée au Royaume-Uni en novembre et décembre 2015, durant laquelle il joue sa nouvelle chanson We Are Fire pour la première fois.
En 2016, lors des auditions à l'aveugle de la saison 5 de The Voice France, des chansons de Young Blood sont jouées à plusieurs reprises en musique de fond. 

## Hommage

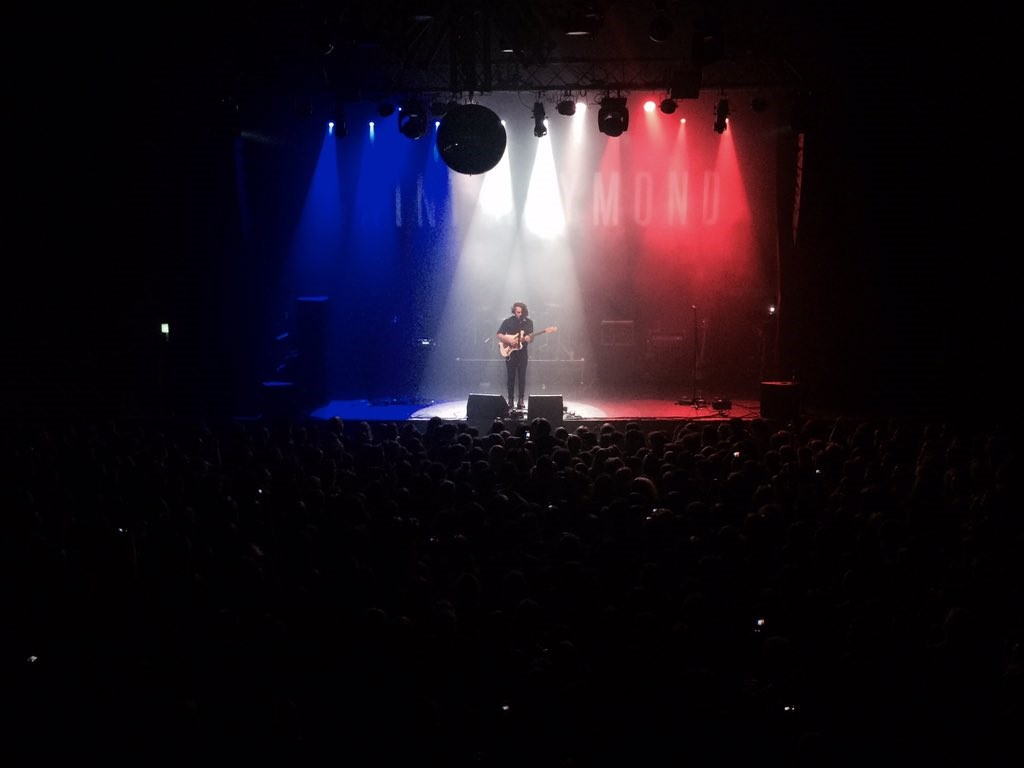
Saint Raymond rend hommage aux victimes du Bataclan de novembre 2015.

Après les attentats du 13 novembre 2015 à Paris, Callum Burrows rend hommage aux victimes du Bataclan en postant sur Twitter une photo de son passage dans la salle où il s'était produit l'année précédente, accompagnée du hashtag #MonPlusBeauSouvenirDuBataclan. Quelques jours plus tard, il joue sur une scène éclairée aux couleurs du drapeau français.

## Discographie

### Albums studio
- Young Blood (juillet 2015)
- We Forgot We Were Dreaming (avril 2021)

### EP
- Escapade (avril 2013)
- Young Blood (janvier 2014)
- Ghosts (mai 2014)

### Singles
- Young Blood (janvier 2014) (RU #58)
- I Want You (août 2014) (RU #76)
- Fall At Your Feet (décembre 2014)
- Come Back to You (avril 2015)
- "Oh Brother" (janvier 2017)